# Caney (Oklahoma)
Caney é uma cidade  localizada no estado norte-americano de Oklahoma, no Condado de Atoka.

## Demografia
Segundo o censo norte-americano de 2000, a sua população era de 199 habitantes.
Em 2006, foi estimada uma população de 207, um aumento de 8 (4.0%).

## Geografia
De acordo com o United States Census Bureau tem uma área de
2,2 km², dos quais 2,2 km² cobertos por terra e 0,0 km² cobertos por água. Caney localiza-se a aproximadamente 183 m acima do nível do mar.

## Localidades na vizinhança
O diagrama seguinte representa as localidades num raio de 24 km ao redor de Caney.